# Lénina (Malotenguínskaia)
|  | Per a altres significats, vegeu «Lénina». |

Lénina - Ленина (rus) - és un khútor del krai de Krasnodar, a Rússia. Es troba a la zona dels vessants septentrionals del Caucas Nord, a la vora esquerra del riu Urup, a 9 km al sud-est d'Otràdnaia i a 220 km al sud-est de Krasnodar. Pertany a l'stanitsa de Malotenguínskaia.